# Cantó de Châtenay-Malabry
El cantó de Châtenay-Malabry és un cantó francès del departament dels Alts del Sena, situat al districte d'Antony. Des del 2015 compta amb els municipis de Châtenay-Malabry, Le Plessis-Robinson i Sceaux.

## Municipis
- Châtenay-Malabry
- Le Plessis-Robinson
- Sceaux

## Història
| Data d'elecció                           | Identitat        | Partit           | Qualitat |
| ---------------------------------------- | ---------------- | ---------------- | -------- |
| 1985-1992                                | Jean Vons        | PS               |          |
| 1992-1998                                | Georges Siffredi | RPR, després RPF |          |
| 1998-2011                                | Michèle Canet    | PS               |          |
| 2011-                                    | Georges Siffredi | UMP              |          |
| les dades anteriors no són pas conegudes |                  |                  |          |
|                                          |                  |                  |          |

## Demografia
| A partir de 1990: Població sense dobles comptes |